# Kutr
Kutr je stroj pro mělnění materiálu, typicky používaný v potravinářském průmyslu. Kutry jsou vybaveny mělkými otáčivými mísami a sadou srpovitě zahnutých nožů, osazených na společné hřídeli. Rychlost otáčení nožů i mísy je regulovatelná v širokém rozsahu otáček. Proces mělnění (homogenizace) materiálu se nazývá kutrování. Jemnost výsledné směsi závisí na absolutní rychlosti otáček nožů a mísy a na jejich vzájemném poměru. Při nízkých rychlostech nožů lze kutr využít i k míchání.